# NGC 965
NGC 965 este o galaxie spirală situată în constelația Balena. A fost descoperită în 1886 de către Ormond Stone⁠(d).